# Clorophoenicite
La clorophoenicite è un minerale.